# Sinaly Diomandé
Sinaly Diomandé (Djékanou, Costa de Marfil, 9 de abril de 2001) es un futbolista marfileño que juega como defensa en el A. J. Auxerre de la Ligue 1.

## Trayectoria
Salió de la academia de Jean-Marc Guillou en Abiyán, antes de incorporarse al Guidars FC, en Malí. Se trasladó al Olympique de Lyon en septiembre de 2019 por una cantidad de 550 000 euros, con variables que llegaban a los 2 millones de euros.
Tras un año jugando en el equipo reserva, donde se convirtió en uno de los jugadores más utilizados por Gueïda Fofana, debutó como profesional con el Olympique de Lyon el 18 de septiembre de 2020, contribuyendo a que su equipo mantuviera la portería a cero frente al Nîmes Olympique F. C. en este encuentro de la Ligue 1.

## Selección nacional
Debutó con la selección nacional de Costa de Marfil en un empate amistoso con Bélgica el 8 de octubre de 2020.

## Estadísticas

### Clubes
Actualizado al último partido disputado el 3 de noviembre de 2024.
| Club                         | Div.          | Temporada     | Liga  | Liga  | Copas nacionales | Copas nacionales | Copas internacionales | Copas internacionales | Total | Total |
| Club                         | Div.          | Temporada     | Part. | Goles | Part.            | Goles            | Part.                 | Goles                 | Part. | Goles |
| ---------------------------- | ------------- | ------------- | ----- | ----- | ---------------- | ---------------- | --------------------- | --------------------- | ----- | ----- |
| Olympique de Lyon II Francia | 4.ª           | 2019-20       | 16    | 0     | —                | —                | —                     | —                     | 16    | 0     |
| Olympique de Lyon II Francia | 4.ª           | 2021-22       | 1     | 0     | —                | —                | —                     | —                     | 1     | 0     |
| Olympique de Lyon II Francia | 4.ª           | 2022-23       | 1     | 1     | —                | —                | —                     | —                     | 1     | 1     |
| Olympique de Lyon II Francia | Total club    | Total club    | 18    | 1     | 0                | 0                | 0                     | 0                     | 18    | 1     |
| Olympique de Lyon Francia    | 1.ª           | 2020-21       | 27    | 0     | 4                | 0                | —                     | —                     | 31    | 0     |
| Olympique de Lyon Francia    | 1.ª           | 2021-22       | 11    | 0     | 0                | 0                | 4                     | 0                     | 15    | 0     |
| Olympique de Lyon Francia    | 1.ª           | 2022-23       | 24    | 0     | 5                | 0                | —                     | —                     | 29    | 0     |
| Olympique de Lyon Francia    | 1.ª           | 2023-24       | 10    | 0     | 0                | 0                | —                     | —                     | 10    | 0     |
| Olympique de Lyon Francia    | Total club    | Total club    | 72    | 0     | 9                | 0                | 4                     | 0                     | 85    | 0     |
| A. J. Auxerre Francia        | 1.ª           | 2024-25       | 8     | 2     | 0                | 0                | —                     | —                     | 8     | 2     |
| A. J. Auxerre Francia        | Total club    | Total club    | 8     | 2     | 0                | 0                | 0                     | 0                     | 8     | 2     |
| Total carrera                | Total carrera | Total carrera | 98    | 3     | 9                | 0                | 4                     | 0                     | 111   | 3     |